# Esfinx de Spata

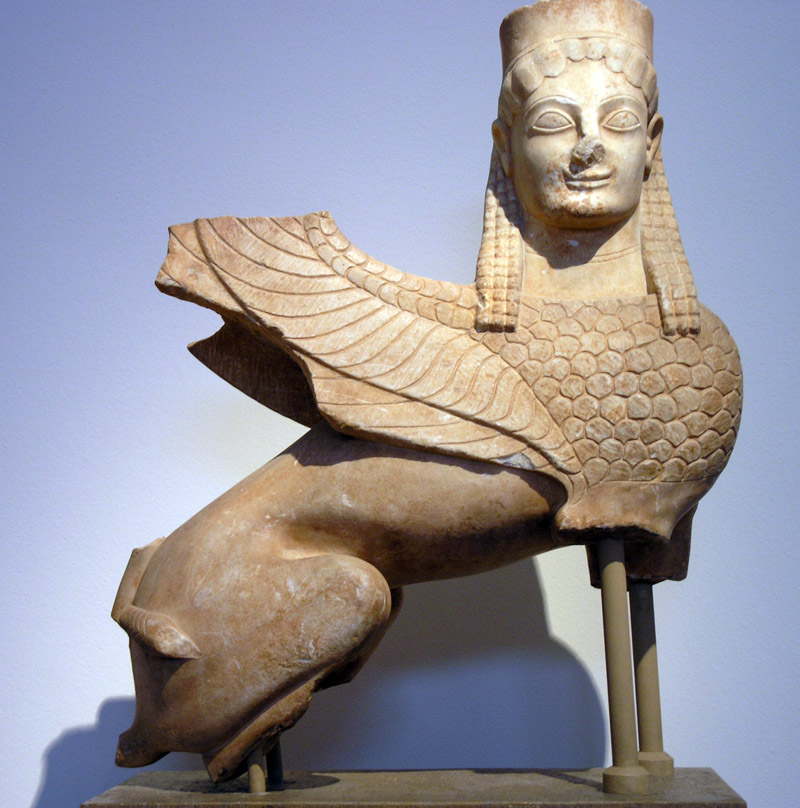
Imatge de lesfinx de Spata, al Museu Arqueològic Nacional d'Atenes.

L'Esfinx de Spata, és una esfinx que data de l'any 570 - 550 aC i que fou esculpida pels artistes de la regió d'Àtica a l'antiga Grècia.

## Troballa i història
L'esfinx va ser trobada a Spata, una localitat de l'antiga Grècia, situada a 20 quilòmetres d'Atenes i que pertanyia a la regió d'Àtica.
La peça feia la funció d'estela funerària i es tracta d'una de les esfinxs arcaiques més antigues trobades fins avui.

## Característiques
- Estil: Grec, procedent dels tallers d'Àtica.
- Material: Marbre de Pentèlic.
- Altura: 69 centímetres.

## Conservació
La peça s'exposa de forma permanent al Museu Arqueològic Nacional d'Atenes, (Grècia).